# Lupulella adusta
O chacal-listrado  (Lupulella  adustus) é uma espécie de chacal existente na África.

## Área Geográfica
O Lupulella adustus é normalmente encontrado na África tropical beirando 15° norte até 23° sul de latitude, habitando as florestas úmidas no leste, oeste e centro da África.

## Habitat
Os Lupolella adustus são muito comuns em habitat úmidos, habitando uma vasta região incluindo as florestas úmidas, savanas e matagais, pântanos, sertões, pastagens e também áreas montanhosas até 2 700 metros de altitude. Eles também são encontrados muitas vezes em áreas de cultivo e também cruzando as principais rodovias em muitas ocasiões.

## Descrição Física
O Lupolella adustus é facilmente distinguido dos outros chacais. Sua coloração é ligeiramente mais uniforme e tem orelhas e pernas menores. Normalmente com a coloração de cinza claro beirando castanho-claro e se distinguem por ter uma ponta branca no rabo preto. Esses chacais normalmente têm listra branca do cotovelo ao lado dos quadris e listras pretas que nem sempre são visíveis. Essas espécies de chacal tendem a ser mais fortes. É sexualmente dimórfica em tamanho, machos são um pouco maiores que as fêmeas. Machos têm em torno de 7,7 a 12 kg. É difícil que fêmeas pesem mais de 10 kg.

## Reprodução
- Número de filhotes:

1 a 6
- Período de gestação:

57 a 70 dias
- Tempo para o desmame:

56 a 70 dias, normalmente 47 dias
- Idade na maturidade sexual e reprodutiva

Macho: 274 dias (média)
Fêmea: 274 dias (média)
Os Lupolella adustus estão entre as poucas espécies de mamíferos que são monogâmicas, ou seja, que tem apenas um parceiro durante toda a vida.

## Comportamento
O Lupolella adustus é estritamente noturno, tendo mais atividade na noite logo após o pôr do sol. Eles tendem a viver sós ou em pares, mas já foram encontrados grupos tendo em torno de 6 membros. Grupos de 8 a 12 foram relatados, mas são extremamente raros. Esses chacais tendem a procurar por comida para si próprios ou para seus pares. Áreas com abundancia de comida estimulam a formação de grupos.
Grupos de chacais são territoriais e são conhecidos por marcar e defender as fronteiras do seu território.
Chacais são criaturas muito vocais. Berros são feitos quando a família está reunida e são específicos para cada uma. Quando ameaçados, estes chacais fazer gritos altos vocalizados. Quando muito feridos, a vocalização muda de gritos para pequenos coaxos, semelhante a sapos, chacais-prateados se distinguindo de outros tipos de chacais por terem uma vocalização parecida com o de uma coruja enquanto os outros têm um "uivo" de vocalização.

## Hábitos alimentares
Os Lupolella adustus são os chacais mais onívoros, catadores dentre todos os tipos de chacais. Sua dieta varia de área a área: são, geralmente, conhecidos por se alimentarem principalmente de insetos, frutas, pequenos vertebrados, carniça e material vegetal. Eles pegam vários insetos, ratos e pássaros, fazendo um ataque rápido, mas preferem se alimentar dos restos das presas de outros predadores.